# Live After Death
Live After Death je první živé album heavy metalové kapely Iron Maiden se zpěvákem Brucem Dickinsonem. Prvních 13 stop bylo nahráno v Long Beach aréně v Kalifornii v březnu 1985, posledních pět stop bylo nahráno v Hammersmith Odeon (dnes Hammersmith Apollo') v Londýně, v říjnu 1984. Sestavu tvořili Harris/Murray/Dickinson/Mcbrian/Smith. Album většinou bývá zařazováno mezi dva nejlepší živáky kapely (spolu s albem Rock in Rio).

## Intro
Intro před skladbou Aces High je část Churchillova projevu z britského parlamentu z 4. června 1940;

„… We shall go on to the end, we shall fight in France, we shall fight on the seas and oceans, we shall fight with growing confidence and growing strength in the air, we shall defend our Island, whatever the cost may be, we shall fight on the beaches, we shall fight on the landing grounds, we shall fight in the fields and in the streets, we shall fight in the hills; we shall never surrender …“

## Seznam skladeb
Vše napsal Steve Harris, krom uvedených výjimek.

### CD 1
1. "Intro: Churchill's Speech" (Winston Churchill) – 1:32
2. "Aces High" – 4:14
3. "2 Minutes to Midnight" (Bruce Dickinson, Adrian Smith) – 5:16
4. "The Trooper" – 4:07
5. "Revelations" (Dickinson) – 5:59
6. "Flight of Icarus" (Dickinson, Smith) – 3:30
7. "Rime of the Ancient Mariner" – 14:06
8. "Powerslave" (Dickinson) – 6:54
9. "The Number of the Beast" – 4:49
10. "Hallowed Be Thy Name" – 7:14
11. "Iron Maiden" – 4:02
12. "Run to the Hills" – 3:50
13. "Running Free" (Paul Di'Anno, Harris) – 8:43

### CD 2 (jen 1998 vydání)
1. "Wrathchild" – 2:58
2. "22 Acacia Avenue" (Smith, Harris) – 4:58
3. "Children of the Damned" – 4:21
4. "Die With Your Boots On" (Dickinson, Smith, Harris) – 5:39
5. "Phantom of the Opera" – 7:01

### Bonus CD (jen 1995 vydání)
1. "Losfer Words (Big 'Orra)" - 4:14
2. "Sanctuary" (Di'Anno, Dave Murray, Harris) - 4:40
3. "Murders in the Rue Morgue" - 4:32